# Loire-sur-Rhône
Loire-sur-Rhône é uma comuna francesa na região administrativa de Auvérnia-Ródano-Alpes, no departamento de Ródano. Estende-se por uma área de 16,6 km². Em 2010 a comuna tinha 2 637 habitantes (densidade: 158,9 hab./km²).